# Colpo di fulmine (film 2006)
Colpo di fulmine (Falling in Love with the Girl Next Door) è un film per la televisione statunitense del 2006 diretto da Armand Mastroianni e scritto da Sally Nemeth.